# Аланско дере
Аланско дере е река в Югоизточна България, област Бургас – община Айтос, десен приток на Айтоска река. Дължината ѝ е 22 km.
Аланско дере води началото си от източната част на Карнобатска планина, от 526 m н.в., на 2,3 km източно от село Раклиново, община Айтос. До излизането си от планината при жп линията София – Бургас тече в южна посока в тясна и залесена долина. След това навлиза в Айтоското поле, завива на изток, като протича в широка долина. След село Поляново завива на югоизток и се влива отдясно в Айтоска река на 68 m н.в., на 1,4 km югозападно от град Айтос.
Площта на водосборния басейн на Аланско дере е 132 км2, което представлява 43,3% от водосборния басейн на Айтоска река.
Реката е с максимален отток през февруари и март, а минимален – август и септември.
По течението на реката е разположено само село Поляново, община Айтос.
Водите на реката се използват главно за напояване.
От село Черноград до град Айтос, покрай левия ѝ бряг преминава участък от трасето на жп линията София – Бургас.

## Топографска карта
- Лист от карта K-35-43. Мащаб: 1 : 100 000.